# Vörie
Vörie è una frazione (Ortsteil) della città di Ronnenberg, nel land della Bassa Sassonia, in Germania.

## Storia
Già comune autonomo nel circondario di Hannover, fu soppresso e incorporato a Ronnenberg il 1º luglio 1969.